# Рузбахани, Эхсан
Эхсан Рузбахани (перс. احسان روزبهانی‎, род. 23 июня 1988 года в Тегеране, Иран) — иранский боксёр-любитель, участник олимпийских игр 2012 года в категории до 81 кг.

## Биография
На Азиатских играх в 2010 году в Гуанчжоу проиграл во втором раунде узбеку Эльшоду Расулову.
На чемпионате мира 2011 года в Баку в четвертьфинале снова проиграл Эльшоду Расулову.
Получив лицензию на участие в Олимпиаду в Лондоне, дошёл до четвертьфинала в своей весовой категории. На этом этапе он проиграл казахстанцу Адильбеку Ниязымбетову со счетом 10-13.